# Bloodline (film 2010)
Bloodline è un film horror italiano del 2010 diretto da Edo Tagliavini.
Il film, inizialmente girato solo in versione digitale, è stato successivamente convertito anche in formato 3D.

## Trama
Il film inizia mostrando ciò che accadde quindici anni prima degli avvenimenti attuali: due sorelle gemelle, Sandra e Giulia, fanno un picnic in un bosco con i loro genitori. Le due sorelle, mentre aspettano di pranzare, si mettono a giocare a nascondino. Tuttavia, a un certo punto, Giulia assiste all'omicidio di una donna da parte di un serial killer, il "chirurgo". Mentre Sandra rimane intrappolata in una trappola per orsi, Giulia va a cercare aiuto ma viene catturata e uccisa dal killer. Quindici anni dopo Sandra è una giornalista di una web-tv e lavora insieme a Marco, il suo cameraman. I due cercano di riprendere con una videocamera degli spacciatori, ma vengono scoperti. Alla fine riescono a scappare e a salvarsi, ma vengono derubati della videocamera. La direttrice della web-tv li costringe così a realizzare il backstage di un film pornografico, se non vogliono essere licenziati. Il set del film pornografico è in una villa situata nello stesso luogo in cui quindici anni prima venne uccisa Giulia. Nonostante Sandra sia inizialmente contraria, Marco alla fine riesce a convincerla ad accettare il lavoro. Una volta giunti sul posto incontreranno il regista del film Klaus Kinki, il protagonista e produttore del film Tony Capone, la famosa pornostar Victoria, il direttore della fotografia Gianni Belcompagni, l'addetto alle location Jerry e quattro attori esordienti nel porno (Riccardo, Samantha, Christian e Luana). Durante una cena nella villa Jerry racconta che vent'anni prima in quel luogo abitava un dottore assieme a sua moglie. Quando sua moglie morì per una deformazione al cuore, il dottore divenne un serial killer, il "chirurgo", che catturava le sue vittime per poi estrarre il loro cuore quando queste erano ancora vive. Alla fine il chirurgo decise di impiccarsi.
Una volta iniziate le riprese, Riccardo comincia a essere geloso della sua compagna Samantha, così decide di portarla via dal set e di andarsene. Mentre se ne stanno andando via, la loro macchina si ferma e quando scendono si accorgono che qualcuno ha bucato il serbatoio della benzina. In quel momento compare un uomo vestito come il chirurgo che fa perdere loro i sensi e poi li cattura. La notte seguente Sandra vede in sogno il punto preciso in cui è sepolta sua sorella Giulia, situato all'interno del labirinto presente nel giardino della villa, così vi si reca immediatamente seguita da Marco. Una volta raggiunto il posto, inizia a scavare fino a quando non trova effettivamente il cadavere di Giulia, liberandone però lo spirito. Subito dopo si accorgono che un uomo si sta sbarazzando in una serra lì vicino dei cadaveri di Riccardo e Samantha. Si rendono conto perciò che il chirurgo è tornato e scappano impauriti verso la villa per raccontare agli altri ciò che hanno visto. Intanto il fantasma di Giulia trasforma in zombie i due cadaveri. Lo zombie di Samantha raggiunge la villa e uccide Gianni, dopodiché verrà a sua volta eliminata da Tony. Il fantasma di Giulia trasforma in zombie anche il cadavere di Gianni, il quale verrà eliminato questa volta da Sandra. Tony e Christian vanno così a cercare dei cavalli per poter scappare da quel posto, Christian viene però attaccato e ucciso dal chirurgo. Nel frattempo anche lo zombie di Riccardo raggiunge la villa e uccide Jerry, venendo a sua volta eliminato da Victoria. Klaus, che si rivela essere un pazzo, decide di girare un film su quello che sta succedendo e prende in ostaggio Sandra, minacciando i presenti di fare ciò che dice, ma viene colpito alle spalle da Tony e cade a terra senza sensi.
Marco, notando lo strano atteggiamento di Tony, capisce che in realtà è lui l'assassino e che il fantasma di Giulia voleva aiutarli, così scappa insieme a Sandra e Luana. Tony e Victoria sono infatti i figli del chirurgo e ne stanno continuando l'opera. Luana viene uccisa, Sandra e Marco vengono invece catturati e portati in una sorta di sala operatoria. Mentre il corpo di Marco viene smembrato da Tony, arriva sul posto anche lo zombie di Christian, il quale uccide Victoria. Tony riesce a eliminarlo, ma nel frattempo Sandra si libera e si ricongiunge al fantasma della sorella Giulia. Sandra, unita allo spirito di Giulia, uccide Tony e infine decide di togliersi la vita, per poter stare finalmente insieme a sua sorella.

## Distribuzione
Bloodline è stato proiettato per la prima volta al Ravenna Nightmare Film Festival il 27 ottobre 2010. Il film è stato poi distribuito in alcune sale cinematografiche italiane a partire dal 9 dicembre 2011, con il divieto ai minori di 14 anni.
Nel 2012 il film è stato distribuito anche in DVD e in Blu-ray dalla Cecchi Gori Home Video.